# Odontota
Odontota is een geslacht van kevers uit de familie bladkevers (Chrysomelidae).
De wetenschappelijke naam van het geslacht werd in 1837 gepubliceerd door Louis Alexandre Auguste Chevrolat.

## Soorten
- Odontota arizonicus (Uhmann, 1938)
- Odontota dorsalis (Thunberg, 1805)
- Odontota floridanus (Butte, 1968)
- Odontota horni Smith, 1885
- Odontota mundulus (Sanderson, 1951)
- Odontota notata (Olivier, 1808)
- Odontota scapularis (Olivier, 1808)